# Тридентский собор
Триде́нтский собо́р — XIX Вселенский собор Католической церкви, открывшийся по инициативе папы Павла III 13 декабря 1545 года в Тренто (или Триденте, Tridentum), в соборном комплексе, и закрывшийся там же 4 декабря 1563 года, в понтификат Пия IV. 
Был одним из важнейших соборов в истории Католической церкви, так как он собрался для того, чтобы дать ответ движению Реформации. Считается отправной точкой Контрреформации.
На соборе произошло подтверждение Никейского Символа веры с добавлением filioque, утверждение латинского перевода Библии («Вульгаты»), принятие второканонических книг в Библию и Тридентского катехизиса. Большое место было уделено таинству Евхаристии. Тридентский Собор запретил толковать Священное Писание вразрез с общим мнением Отцов Церкви. Всего было принято 16 догматических постановлений, покрывших большую часть католической доктрины. 
Число отцов собора (епископов и прелатов с правом голоса), участвовавших в его работе, колебалось, на первой сессии присутствовали 34, а на двадцать пятой и последней — 215 (в том числе 4 папских легата, 2 кардинала, 3 патриарха, 25 архиепископов, 167 епископов, 7 аббатов и 7 генералов монашеских орденов). Им помогали теологи-консультанты, среди которых были знаменитые доминиканцы Амброзио Катарино и Доминго де Сото, иезуиты Диего Лаинес и Альфонсо Сальмерон. Были также приглашены протестантские богословы, но они отказались принять участие в дебатах.
Рассматривались концепции следующих догматов:
- Священное Писание
- Первородный грех
- Божественная благодать
- Таинства
- Крещение
- Конфирмация
- Евхаристия
- Исповедь
- Соборование
- Монашеские ордена
- Брак
- Чистилище
- Культ святых
- Индульгенции

Постановления собора были подтверждены 26 января 1564 года в булле папы Пия IV «Benedictus Deus».
На Востоке необходимость венчания была установлена законом императора Льва VI в 893 году. На Западе же этот вопрос долго был спорным даже между самими учителями церкви и был разрешён в смысле необходимости церковного благословения лишь Тридентским собором 1563 года. Вместе с тем церковь начала борьбу с невенчанными браками, объявляя их ничтожными, но борьба эта была нелёгкой, и на Востоке, и на Западе народное правосознание долго противилось этому новому воззрению.